# بلو بوبا میگاری
بلو بوبا میگاری (انگلیسی: Bello Bouba Maigari؛ زادهٔ ۱۹۴۷) یک سیاست‌مدار اهل کامرون است.